# Boliden AB
Boliden AB er en virksomhed med oprindelse i Bolidenminen i Boliden i det nordlige Västerbotten i Sverige, der udvinder og forarbejder metaller.
Bolidens virksomhed er målrettet de første trin i forædlingskæden af metaller, som består af prospektering, udvinding og berigelse, smeltning og raffinering samt genbrug. Genbrug af metaller, hvor Boliden er en af de førende aktører i verden, er en voksende del af virksomheden. Hovedmetallerne er zink og kobber; andre metaller som Boliden udvinder er bly, guld og sølv. Virksomheden drives i to virksomhedsområder: minedrift og smelteværk. Bolidens aktier er noteret på NASDAQ OMX i Stockholm og på Toronto Stock Exchange.